# Copa de la CAF de futbol
La Copa de la CAF de futbol fou la tercera competició de clubs del continent, organitzat per la Confederació Africana de Futbol a semblança de la Copa de la UEFA. El trofeu, anomenat Copa Moshood Abiola fou atorgat en propietat al club JS Kabilie després de la seva tercera victòria consecutiva el 2002. L'any 2004 la competició desaparegué en fusionar-se amb la Recopa Africana de futbol per formar la nova Copa Confederació Africana de futbol.

## Historial
| Temporada | Campió            | Marcador                  | Finalista         |
| --------- | ----------------- | ------------------------- | ----------------- |
| 1992      | Shooting Stars FC | anada: 0-0 - tornada: 3-0 | Nakivubo Villa SC |
| 1993      | Stella Abidjan    | anada: 0-0 - tornada: 2-0 | Simba SC          |
| 1994      | Bendel Insurance  | anada: 0-1 - tornada: 3-0 | Primeiro de Maio  |
| 1995      | Étoile Sahel      | anada: 0-0 - tornada: 2-0 | AS Kaloum Star    |
| 1996      | Kawkab Marrakesh  | anada: 1-3 - tornada: 2-0 | Étoile Sahel      |
| 1997      | Espérance         | anada: 0-1 - tornada: 2-0 | Petro Atlético    |
| 1998      | CS Sfaxien        | anada: 1-0 - tornada: 3-0 | Jeanne d'Arc      |
| 1999      | Étoile Sahel      | anada: 1-0 - tornada: 1-2 | Wydad Casablanca  |
| 2000      | JS Kabylie        | anada: 1-1 - tornada: 0-0 | Al-Ismaily        |
| 2001      | JS Kabylie        | anada: 1-2 - tornada: 1-0 | Étoile Sahel      |
| 2002      | JS Kabylie        | anada: 4-0 - tornada: 0-1 | Tonnerre Yaoundé  |
| 2003      | Raja Casablanca   | anada: 2-0 - tornada: 0-0 | Cotonsport Garoua |